# Oreopanax lempirianus
Oreopanax lempirianus là một loài thực vật có hoa trong Họ Cuồng cuồng. Loài này được Hazlett mô tả khoa học đầu tiên năm 1979.